# Never the end
"Never the end", foi a canção que representou a Finlândia no Festival Eurovisão da Canção 1986, interpretado em finlandês, (apesar do título inglês por Kari Kuivalainen. O título com que ela venceu na final finlandesa era: "Päivä kahden ihmisen" ("Dia de duas pessoas"), mas depois o título e uma linha da letra foi alterado antes do festival. A canção tinha letra e música de Kari Kuivalainen e foi orquestrada por Ossi Runne.
Em Bergen, Kari foi a penúltima a cantar (19.ª) a cantar, depois da canção dinamarquesa "Du er fuld af løgn", interpretada por Lise Haavik e antes da canção portuguesa "Não sejas mau para mim", interpretada por Dora. Apesar do título inglês, a canção finlandesa não foi beneficiada pois terminou em 15.ª lugar, recebendo apenas 27 pontos.
A canção fala-nos da necessidade de explorar e fixar limites-recusando dizer qual o final que tinha sido alcançado.